# Harold Kroto
Sir Harold Walter Kroto KBE (* 7. Oktober 1939 in Wisbech, Cambridgeshire; † 30. April 2016) war ein britischer Chemiker mit deutschen Wurzeln.

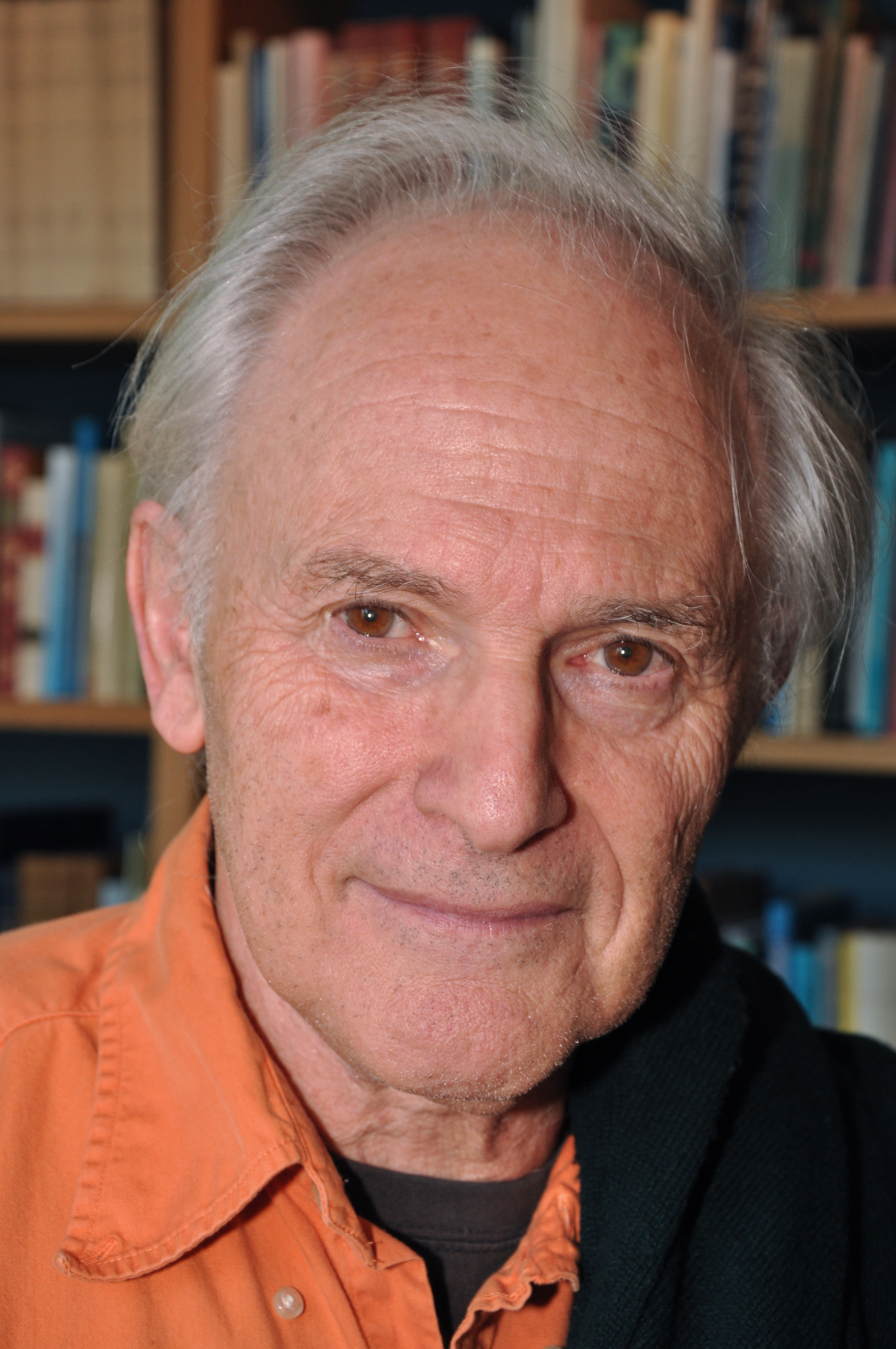
Harold Kroto (2011)

Für seine Arbeit zu Fullerenen, einer neuen Modifikation des Kohlenstoffs in Form von kugelförmigen Molekülen, erhielt er 1996 zusammen mit Robert F. Curl und Richard E. Smalley den Nobelpreis für Chemie. Er war eng befreundet mit dem im August 2005 verstorbenen Sir Józef Rotblat, dem einzigen Wissenschaftler des Manhattan-Projekts, der vor dem Bau der Atombombe aus diesem Projekt ausstieg.

## Leben
Kroto wurde als Harold Krotoschiner geboren. Der Nachname ist schlesischen Ursprungs. Die Familie des Vaters stammte aus Bojanowo, Polen, die der Mutter aus Berlin. Beide Eltern wurden in Berlin geboren und flüchteten 1937 vor den Nazis nach England, da sein Vater jüdisch war. 1955 wurde der Familienname zu Kroto verkürzt.
Er wuchs in Bolton, damals Lancashire, auf. Er besuchte dort die Bolton School, unter anderem zusammen mit dem Schauspieler Ian McKellen. Als Schüler begann er, sich für Chemie, Physik und Mathematik zu interessieren. Auf Empfehlung seines Chemielehrers Harry Heaney, der später Professor für Organische Chemie wurde, begann er ein Chemiestudium in Sheffield.
1963 heiratete er Margaret Henrietta Hunter. Das Paar hat zwei Söhne, Stephen und David.

## Studium und Arbeit
1961 bekam Kroto den Bachelor of Science und 1964 den Ph.D. in Chemie an der University of Sheffield. Seine Forschung im Rahmen der Promotion beinhaltete hochaufgelöste Elektronenspektren freier Radikale nach Blitzlichtphotolyse.
Er beschäftigte sich auch mit der Herstellung der ersten Phosphaalkene (Verbindungen mit Kohlenstoff-Phosphor-Doppelbindungen). Durch seine (unveröffentlichte) Forschung an Kohlenstoffsuboxid begann er, sich für Moleküle mit Kohlenstoffketten und Mehrfachbindungen zu interessieren. Ursprünglich mit Organischer Chemie befasst, tendierte er zunehmend zur Quantenchemie.
Nach der Promotion arbeitete er am National Research Council in Kanada und an den Bell Laboratories in den USA. Ab 1967 lehrte und forschte er an der University of Sussex in England. Er wurde 1985 Professor und war von 1991 bis 2001 Royal Society Research Professor.
In den 1970er Jahren begann er in Sussex ein Forschungsprogramm zur Suche von Kohlenstoffketten im interstellaren Raum; in früheren Studien war dort Cyanoacetylen, H–C≡C–C≡N, entdeckt worden. Seine Arbeitsgruppe konnte zwischen 1975 und 1978 Cyanobutadiin, H–C≡C–C≡C–C≡N, und Cyanohexatriin, H–C≡C–C≡C–C≡C–C≡N, spektral nachweisen.
Zusammen mit Richard E. Smalley und Robert F. Curl von der Rice University (Texas) versuchte er, die Chemie eines Kohlenstoffsterns zu simulieren. Dabei entstanden nicht nur die oben erwähnten Kettenstrukturen, die Experimente führten 1985 auch zur Entdeckung des C60-Moleküls (Buckminsterfulleren, siehe Fullerene). Den drei Wissenschaftlern wurde dafür 1996 der Nobelpreis für Chemie verliehen.
Kroto arbeitete seit 2004 an der Florida State University in Tallahassee und forschte im Bereich Nanotechnologie.
Seit 1995 arbeitete er im Rahmen des von ihm mitgegründeten Vega Science Trust an mehr als 100 wissenschaftlichen Filmen mit, von denen mehr als 50 von der BBC ausgestrahlt wurden. Auf der britischen Website vega.org.uk können die Filme kostenlos heruntergeladen werden.

## Auszeichnungen und Ehrungen
- 1990 Mitglied der Royal Society
- 1992 Ordentliches Mitglied der Academia Europaea.[7]
- 1995 Ehrendoktorwürde seiner Alma Mater, der University of Sheffield
- 1996 Verleihung des Titels Sir
- 1996 Nobelpreis für Chemie
- 2001 Michael Faraday Prize der Royal Society
- 2002 Wahl zum Präsidenten der Royal Society of Chemistry, deren Mitglied er war. Das Amt des Präsidenten bekleidete er bis 2005.
- 2002 Erasmus Medal der Academia Europaea
- 2003 Auswärtiges Mitglied der Finnischen Akademie der Wissenschaften
- 2004 kündigte Kroto an, die Ehrendoktorwürde der University of Exeter zurückzugeben, weil das dortige chemische Institut geschlossen werden sollte.
- 2004 Verleihung der Copley Medal der Royal Society
- 2005 Verleihung der Ehrendoktorwürde der University of Surrey
- 2005 eröffnete die University of Sheffield den Kroto Research Campus mit dem Kroto Research Institute und dem Nanoscience and Technology Centre.
- 2006 Mitglied der National Academy of Sciences
- 2007 Emanuel-Merck-Lectureship
- 2008 Verleihung der Ehrendoktorwürde der Keiō-Universität
- 2011 Verleihung der Ehrendoktorwürde der Universität Tel Aviv